# Ermita de Santa Bárbara (Perales del Alfambra)
La ermita de Santa Bárbara es una ermita barroca del siglo XVIII situada en la localidad turolense de Perales del Alfambra (España). Está dedicada a Santa Bárbara, patrona de la localidad.
Se trata de un edificio de mampostería y cantería de planta centralizada, con tres ábsides poligonales, cubiertos con bóveda de gajos. El crucero cuenta con una cúpula sobre pechinas.